# Chiesa di San Maurizio (Niardo)
La chiesa di San Maurizio è la parrocchiale di Niardo, in provincia e diocesi di Brescia; fa parte del zona pastorale della Media Val Camonica.

## Storia
Nel Catalogo queriniano del 1532 si legge che l'originaria parrocchiale di Niardo era dedicata a San Giorgio e che godeva di un beneficio di 50 ducati.
Nel 1580 l'arcivescovo di Milano Carlo Borromeo, compiendo la sua visita, trovò che il beneficio ammontava a a circa 60 scudi, che nella parrocchiale, che aveva come filiali gli oratori di San Giorgio e dei Santi Rocco e Obizio e che faceva parte della vicaria di Cemmo, erano collocati due altari.
Come richiesto nel testamento di don Pietro Castelli, datato 9 gennaio 1629, nel XVII secolo l'originaria chiesa venne sostituita da una nuova.
Dalla relazione della visita pastorale del 1702 del vescovo Marco Dolfin si apprende che il numero dei fedeli era pari a 650, che il clero a servizio della chiesa d'anime era composto dal parroco e da altri tre sacerdoti e che la parrocchiale, in cui erano situati tra altari e avevano sede le scuole del Corpo di Cristo e del Santissimo Sacramento, aveva alle sue dipendenze gli oratori dell'Angelo Custode e di San Giorgio.
Nel 1830 venne portato a termine il campanile, il quale fu sopraelevato nel 1860.
La prima pietra della nuova parrocchiale fu posta nel 1906; l'edificio venne completato nel 1908 e nel 1909 fu dotato dell'organo.
Nel 1956 vennero ultimati i lavori di decorazione, condotti dal professor Gianni Trainini, e nel 1969 il tetto fu rifatto; in quest'occasione si ridipinse la facciata.
Nel 1972 l'area del presbiterio fu interessata da un rimaneggiamento e nel 1989, come stabilito dal Direttorio diocesano per le zone pastorali, la chiesa entrò a far parte della neo-costituita zona pastorale della Media Val Camonica.
Nel 2006 gli affreschi della chiesa vennero interessati da un intervento di restauro e tra il 2012 e il 2013 l'interno della struttura fu risistemato e ripulito.

## Descrizione

### Esterno
La facciata della chiesa, che volge a occidente, è suddivisa in due registri, entrambi scanditi da quattro semplici lesene; l'ordine inferiore presenta il portale d'ingresso timpanato e tre nicchie, mentre quello superiore, coronato dal timpano curvilineo sormontato da un acroterio, è caratterizzato da un finestrone a tutto sesto centrale e da due nicchie laterali.

### Interno
L'interno si compone di una sola navata, sulla quale si affacciano le cappelle laterali e le cui pareti sono abbellite da affreschi e da rilievi e scandite da lesene d'ordine corinzio sorreggenti la cornice aggettante sopra la quale s'imposta la volta; al termine dell'aula si sviluppa il presbiterio.